# Stenothoe tergestina
Stenothoe tergestina är en kräftdjursart som beskrevs av Nebeski 1881. Stenothoe tergestina ingår i släktet Stenothoe och familjen Stenothoidae. Inga underarter finns listade i Catalogue of Life.